# NSB Type 25
Die norwegischen Dampflokomotiven der Type 25 wurden zwischen 1909 und 1922 von Thunes mekaniske verksted in Oslo, Baldwin Locomotive Works in Eddystone (Pennsylvania), Hamar Jernstøberi in Hamar und Norsk Maskin Industri (NMI) in Oslo in vier verschiedenen Serien für Norges Statsbaner gebaut. Weitere fünf Lokomotiven wurden 1947 aus der Schweiz beschafft.
Die Baureihe war vor allem für den Rangierdienst bei den NSB vorgesehen.

## Geschichte
Die ursprünglichen 37 Lokomotiven des Typs wurden zwischen 1909 und 1922 gebaut. Technisch waren sie mit der NSB Type 23 verwandt. Sie waren aber leichter und konnten damit auf weit mehr Strecken als die relativ schwere Type 23 verwendet werden. Sie hatten zudem sehr viel mit der Serie NHJ F der Norsk Hoved-Jernbane gemeinsam, die 1926 bei den NSB die Bezeichnung NSB Typ 43 erhielt. Diese drei zwischen 1899 und 1901 in der Schweiz gebauten Maschinen waren die eigentlichen Urväter für die Type 25.
Die einzelnen Serien hatten nur wenig Unterschiede zueinander.

### NSB Type 25a
Hamar Jernstøberi und Thunes mekaniske verksted teilten sich den ersten Auftrag der Nassdampf-Lokomotiven, die die Baureihenbezeichnung 25a erhielten. Der Bau der 22 Lokomotiven erstreckte sich zwischen 1909 und 1919.

### NSB Type 25b
Bereits 1916 hatten Baldwin Locomotive Works einen Auftrag über sechs Lokomotiven erhalten. Die über eine Tonne leichteren Maschinen als die Serie 25a hatten zudem eine geringere Heizfläche und erhielten die Bezeichnung 25b.

### NSB Type 25c
1919 erhielten Baldwin Locomotive Works einen weiteren Auftrag über drei Lokomotiven. Sie lagen mit ihrem Gewicht und der Heizfläche zwischen den Serien 25a und 25b und erhielten die Baureihenbezeichnung 25c.

### NSB Type 25d
Die letzte gebaute Serie von sechs Lokomotiven wurden 1921 bei Norsk Maskin Industri bestellt und 1922 ausgeliefert. Im Gegensatz zu den drei vorherigen Serien wurden diese als Heißdampf-Lokomotiven mit Überhitzer ausgeführt. Sie wurden in die Serie 25d eingereiht.

### NSB Type 25e
1947 kauften die NSB fünf ähnliche Lokomotiven aus der Schweiz, die dort aus einer 1901 für die Jura-Simplon-Bahn gebauten und 1903 von den Schweizerischen Bundesbahnen unter der Bezeichnung E 3/3 übernommenen Serie stammten und bei den NSB in die Unterbaureihe 25e einsortiert wurden.
Mit insgesamt 42 Lokomotiven war die Type 25 eine der Bauserien in Norwegen mit den meisten Exemplaren und wurde nur von der NSB Type 30 und NSB Type 63a übertroffen.

## Einsatz
Die Lokomotiven der Type 25 hatten eine Höchstgeschwindigkeit von 40 km/h. Sie wurden vor allem im Rangierdienst verwendet und fanden im Übergabedienst Verwendung. Es existieren zudem Bilder, auf denen sie im Personenzugdienst im Einsatz sind.
Die Lokomotiven 25d 422, 424 und 425 waren während einer kurzen Periode in den 1940er Jahren umgerechnet für den Einsatz auf der Flåmsbana im Einsatz. Dafür wurden sie mit gesonderten Bremsen ausgestattet. Der Kessel wurde in eine schräge Einbaulage versetzt, da die Steigung auf fast der gesamte Strecke 55 Promille betrug.
25b 336 und 344 waren von 1918 bis 1954 bzw. von 1917 bis 1929 an die Rjukanbanen sowie an die Eidanger salpeterfabrikker verliehen.

## Ausmusterung und Verbleib
Die Lokomotiven wurden zwischen 1958 und 1970 abgestellt und verschrottet. Die letzte Lok war die 25a 227, die am 9. November 1970 ausgemustert wurde. Sie war aber schon länger vorher im Bahnbetriebswerk in Hamar kalt abgestellt. Heute gehört sie dem Norsk Jernbanemuseum.

## Bilder

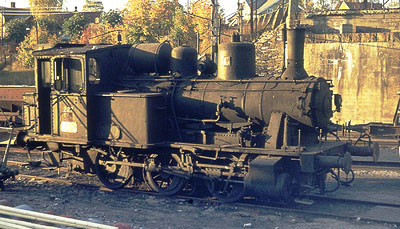
25a 227 in Hamar
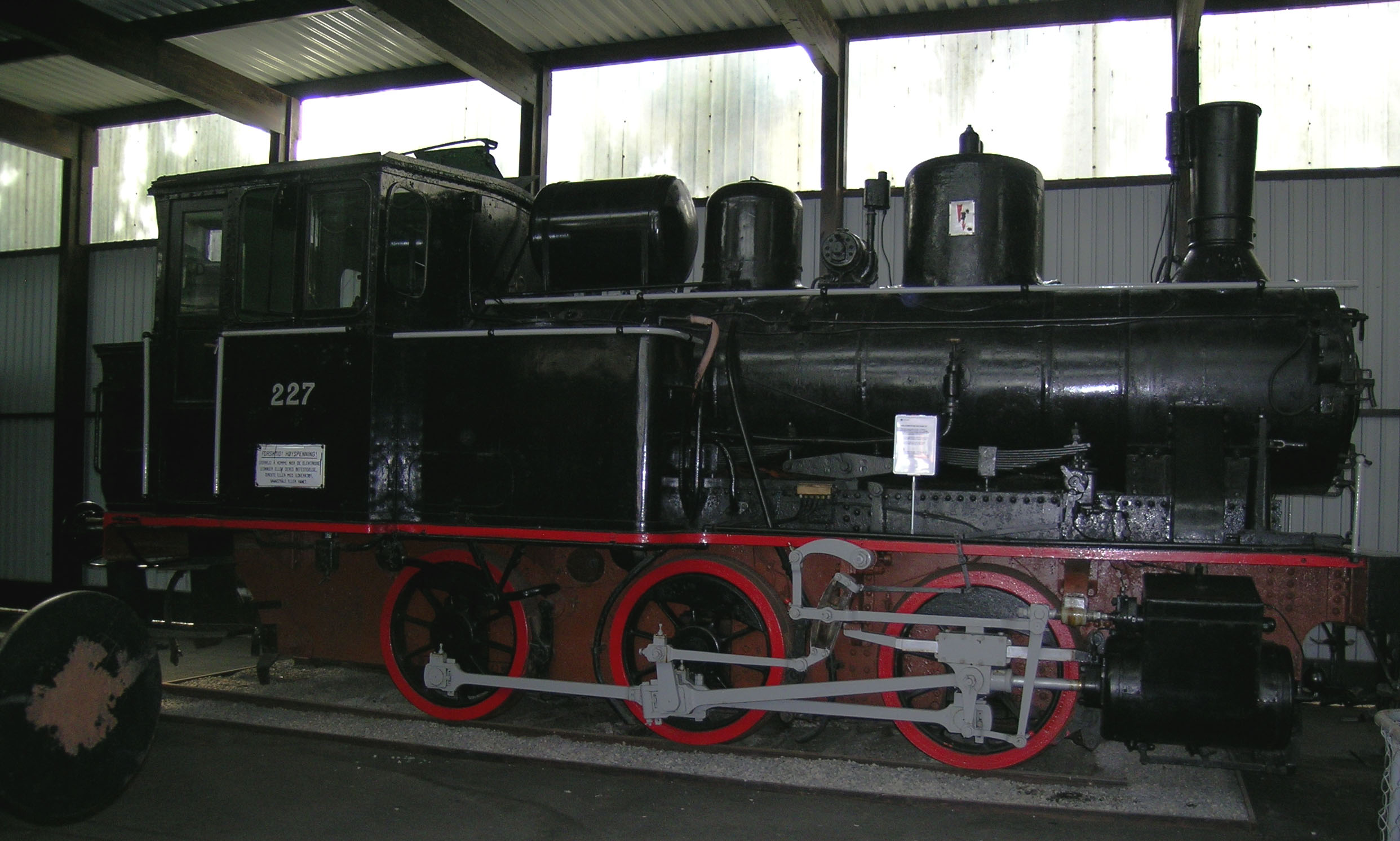
25a 227 im Norsk Jernbanemuseum in Hamar